# 李石松
李石松（1969年2月—），男，白族，云南云龙人，中华人民共和国政治人物。在职博士研究生学历，中共党员，1990年7月参加工作。曾任中共云南省委常委，省政府常务副省长，中国共产党第二十届中央委员会候补委员。

## 人物经历
李石松早年在中山大学人类学系民族学专业学习，毕业后回到云南，成为省民委干部，历职政研室副主任科员、政研室主任科员，云南省人民政府办公厅秘书三处主任科员、助理调研员、二处副处长、处长、政府督查室副厅级督查专员，期间曾为陈勋儒的秘书。2013年出任云南省人民政府副秘书长、办公厅党组成员。
2016年下放地方，出任红河州委常委、常务副州长，2018年升任云南省工业和信息化厅厅长、省中小企业局局长，省无线电管理办公室主任。2019年1月，任曲靖市人民政府市长。2021年12月，任中共云南省委常委、曲靖市委书记。2023年12月，李石松不再兼任中共曲靖市委书记。翌年1月，兼任云南省人民政府副省长。
2024年6月25日，因涉嫌严重违纪违法，接受中央纪委国家监委纪律审查和监察调查 。2024年12月17日，被开除党籍和公职。2025年1月3日，李石松被指控对统计造假失察、干预插手司法活动等，並被逮捕。